# Mark (Name)
Mark ist ein männlicher Vorname und Familienname und eine andere Form von Marc. Von der Bedeutung und Herkunft her sind die Namen identisch. Mark bedeutet etwa so viel wie „der Kriegerische“.

## Herkunft und Bedeutung
Der Vorname Mark ist eine junge Kurzform bzw. die englische Variante des Namens Markus.
Der Familienname Mark ist polygenetisch:
- Er ist eine Kurzform von Rufnamen, die mit dem Wort marka, althochdeutsch für „Grenze, Grenzland, Gesamteigentum einer Gemeinde“, gebildet sind (beispielsweise Markward/t, Markhard/t);
- er ist ein Wohnstättenname zu althochdeutsch und altniederdeutsch marka „Grenze, Grenzland, Gesamteigentum einer Gemeinde“;
- er ist ein Herkunftsname zu dem häufigen Ortsnamen Mark (Niedersachsen, Nordrhein-Westfalen, Thüringen, Bayern, Ostpreußen).

## Verbreitung
Der Name Mark (Marc) wurde Ende der fünfziger Jahre schnell populär. Mitte der Siebziger war er einmal unter den zehn populärsten Jungennamen des Jahres. Dann ging seine Beliebtheit etwas zurück und verblieb in den Achtzigern und Neunzigern auf konstant mittlerem Niveau unter den fünfzig populärsten Vornamen. Im neuen Jahrtausend ist seine Beliebtheit dann erneut etwas zurückgegangen.

## Varianten
- Marc
- Marko
- Marco
- Markus
- Marcus

## Namensträger

### Herrschername
- Adolf I. von der Mark (vor 1182–1249), Graf von der Mark
- Adolf II. von der Mark (Lüttich) (1288–1344), Bischof von Lüttich
- Adolf III. von der Mark (1334–1394), Graf von der Mark und Bischof von Münster
- Eberhard von der Mark, auch Erhard von der Mark (1472–1538), Kardinal und Fürstbischof von Lüttich, genannt Kardinal von Bouillon
- Eberhard I. von der Mark († 1308), Graf von der Mark und Graf von Altena
- Engelbert I. von der Mark († 1277), Graf von der Mark
- Engelbert II. von der Mark († 1328), Graf von der Mark und Graf von Aremberg
- Engelbert III. von der Mark (Köln) (1304–1368), Bischof von Lüttich
- Engelbert III. von der Mark (1330–1391), Graf von der Mark

- Haus Mark (Adelsgeschlecht), westfälisches Adelsgeschlecht

### Familienname
- Abraham Jakob Mark (Avraham Yaakov Mark; 1884–1941), Oberrabbiner der Gemeinde der Bukowina
- Aksel Mark (1913–2014), estnischer Exil-Politiker
- Alexander von der Mark (1779–1787), illegitimer Sohn von Friedrich Wilhelm II.
- Anna von der Mark-Arenberg († 1436), Äbtissin im Stift Freckenhorst
- Bernard Mark (1908–1966), polnischer Historiker
- Bertil Mark (* 1976), deutscher Licht- und Bühnendesigner, Schlagzeugert und Musikproduzent
- Bob Mark (1937–2006), australischer Tennisspieler
- Chris Mark (* 1985), kanadischer Schauspieler, Stuntman, Stunt Coordinator und Kampfkünstler
- Christian Mark (* 1962), österreichischer Skeletonpilot und Bobfahrer
- Christopher Mark (* 1972), Tennisspieler aus Trinidad und Tobago
- Connie Mark (1923–2007), britische Aktivistin jamaikanischer Herkunft
- David Mark (* 1948), nigerianischer Politiker (PDP)
- Detlef Mark (* 1954), deutscher Eishockeyspieler
- Edward L. Mark (1847–1946), US-amerikanischer Zoologe und Anatom
- Erhard von der Mark (1472–1538), Fürstbischof von Lüttich und Erzbischof von Valencia
- Flip Mark (* 1948), US-amerikanischer Schauspieler
- Georg Mark, österreichischer Dirigent
- Georg Joachim Mark (1726–1774), deutscher Theologe und Bibliothekar
- Gergely Márk (1923–2012), ungarischer Rosenzüchter
- Gord Mark (* 1964), kanadischer Eishockeyspieler
- Haiganouche Mark (1883–1966), armenische Schriftstellerin
- Hans Mark (1929–2021), US-amerikanischer Physiker
- Hans H. Meyer-Mark (?–1958), deutscher Unternehmensberater
- Heinrich von der Mark (1784–1865), deutscher Generalleutnant und Politiker
- Heinrich Mark (1911–2004), estnischer Politiker, Staatsoberhaupt 1990 bis 1992
- Helmut Mark (* 1958), österreichischer Künstler
- Henk van der Mark, niederländischer Motorradrennfahrer
- Henry Mark (1917–1961), US-amerikanischer Künstler
- Hermann F. Mark (1895–1992), österreichischer Chemiker
- J. Carson Mark (1913–1997), US-amerikanischer Mathematiker
- Jan Mark (1943–2006), britische Jugend- und Science-Fiction-Autorin
- James E. Mark (1934–2017), US-amerikanischer Professor
- James Mark (Filmschaffender), kanadischer Filmschaffender und Stuntman
- James Mark (Historiker), Historiker und Autor
- James Mark (Saxophonist), kanadischer Saxophonist und Dirigent
- Josef Mark (1859–nach 1903), österreichischer Schauspieler und Opernsänger (Bass)
- Josephine Mark (* 1981), deutsche Comic-Künstlerin, Grafikerin und Illustratorin
- Johannes a Marck (1656–1731), niederländischer Theologe
- Jon Mark (1943–2021), britischer Musiker
- Julia Mark (1796–??), Urbild verschiedener Frauengestalten im Werk von E. T. A. Hoffmann
- Julius Mark (1890–1959), estnischer Sprachwissenschaftler
- Karl Mark (1900–1991), österreichischer Politiker (SPÖ)
- Karl Mark (Beamter) (* 1951), österreichischer Beamter
- Kerstin Mark (* 1985), deutsche Radiomoderatorin und Redakteurin
- Konrad von der Mark (1294–1353), deutscher Ritter und Klostergründer
- Laurence Mark (* ~1949), US-amerikanischer Filmproduzent
- Lothar Mark (* 1945), deutscher Politiker (SPD)
- Louisa Mark (1960–2009), britische Sängerin
- Manuel Mark (* 1985), österreichischer Taekwondoin
- Marianne von der Mark (1780–1814), illegitime Tochter von Friedrich Wilhelm II.
- Martin Mark (* 1961), deutscher Priester und Theologe
- Mary Ellen Mark (1940–2015), US-amerikanische Fotojournalistin
- Michael van der Mark (* 1992), niederländischer Motorradrennfahrer
- Oliver Mark (* 1963), deutscher Fotograf
- Philip Mark, aus Frankreich stammender Beamter im Dienst der englischen Könige
- Poul Mark (1889–1957), dänischer Turner
- Quirin Mark (1753–1811), österreichischer Kupferstecher
- Robert Mark (Mediziner) (1898–1981), österreichisch-deutscher Internist
- Robert Mark (Polizist) (1917–2010), britischer Polizist
- Robert Mark (Bauingenieur) (1930–2019), US-amerikanischer Bauingenieur und -forscher
- Robert Mark (Musiker) (* 1957), Schweizer Jazzmusiker
- Robert Mark, Pseudonym von Rudolf Zehetgruber (1926–2023), österreichischer Schauspieler
- Robert Mark, Pseudonym von Rodd Dana (* 1934), amerikanischer Schauspieler
- Robert Mark (1937–2006), australischer Tennisspieler, siehe Bob Mark
- Robin Mark (* 1989), Schweizer Musiker und Komponist
- Ron Mark (* 1954), neuseeländischer Politiker der Partei New Zealand First
- Rudolf A. Mark (* 1951), deutscher Historiker
- Russell Mark (* 1964), australischer Sportschütze
- Toni Mark (1934–1959), österreichischer Skirennläufer
- Udo Mark (* 1963), deutscher Motorradrennfahrer
- Vanessa Pokuaah Mark (* 1996), deutsche Bobsportlerin und Leichtathletin
- Yudel Mark oder Yudl Mark (1897–1975), litauisch-amerikanischer Sprachwissenschaftler, Pädagoge und politischer Aktivist

### Vorname
- Mark († um 1303), schottischer Geistlicher, Bischof von Sodor und Man
- Mark Alford (* 1976), US-amerikanischer Politiker
- Mark Arcobello (* 1988), US-amerikanischer Eishockeyspieler
- Mark Aurel (121–180), römischer Kaiser
- Mark Batson (* 1968), US-amerikanischer Musiker
- Mark Bender (* 1959), deutscher Countrysänger
- Mark Blum (1950–2020), US-amerikanischer Schauspieler
- Mark Calaway (* 1965), US-amerikanischer Wrestler, siehe The Undertaker
- Mark Caljouw (* 1995), niederländischer Badmintonspieler
- Mark Chmura (* 1969), US-amerikanischer American-Football-Spieler
- Mark Davis (* 1954/55), US-amerikanischer Unternehmer
- Mark Davis (* 1960), US-amerikanischer Baseballspieler
- Mark Davis (* 1964), US-amerikanischer Baseballspieler
- Mark Davis (* 1965), britisches Model, Pornodarsteller, Tänzer und Regisseur
- Mark Davis (* 1972), englischer Snookerspieler
- Mark H. A. Davis (1945–2020), britischer Mathematiker
- Mark M. Davis (* 1952), US-amerikanischer Immunologe
- Mark DiSalle (* 19**), US-amerikanischer Drehbuchautor, Regisseur, Produzent, Schauspieler und Unternehmer
- Mark Dornford-May (* 1955), britischer Regisseur
- Mark Fayne (* 1987), US-amerikanischer Eishockeyspieler
- Mark Filatov (* 1990), kirgisisch-deutscher Schauspieler und Webvideoproduzent
- Mark Forster (* 1984), deutscher Sänger und Songwriter
- Mark Häberlein (* 1966), deutscher Historiker und Hochschullehrer
- Mark Hamill (* 1951), US-amerikanischer Schauspieler
- Mark Heidenfeld (* 1968), irisch-deutscher Schachspieler
- Mark Hennen (* 1951), US-amerikanischer Jazzpianist
- Mark Henry (* 1971), US-amerikanischer Wrestler und Gewichtheber
- Mark Iuliano (* 1973), italienischer Fußballspieler und -trainer
- Mark Keller (* 1965), deutscher Schauspieler und Sänger
- Mark Leinhos (* 1991), deutscher Handballspieler
- Mark Lilla (* 1956), US-amerikanischer Wissenschaftler
- Mark Little (* 1988), englischer Fußballspieler
- Mark Medlock (* 1978), deutscher Sänger und Soulpop-Künstler
- Mark Mender (1933–2024), deutscher Modefotograf und Werbefilmer
- Mark Mylod (* 1965), britischer Film- und Fernsehregisseur und Fernsehproduzent
- Mark Neumark (1909–1978), sowjetischer Mathematiker, Hochschullehrer
- Mark Newhouse (* 1985), US-amerikanischer Pokerspieler
- Mark Nielsen, US-amerikanischer Filmproduzent
- Mark Owen (* 1972), britischer Popmusiker
- Mark Radoja (* 1985), kanadischer Pokerspieler
- Mark Redl (* 1993), deutscher Fußballtorwart
- Mark Rothko (1903–1970), lettisch-US-amerikanischer Maler
- Mark Ruffalo (* 1967), US-amerikanischer Schauspieler
- Mark Rutte (* 1967), niederländischer Politiker und Ministerpräsident
- Mark Scheibe (* 1968), deutscher Musiker, Komponist, Songtexter und Entertainer
- Mark Seibert (* 1979), deutscher Musicaldarsteller
- Mark Spitz (* 1950), US-amerikanischer Schwimmer
- Mark Ssonko (* 1978), ugandischer Fußballschiedsrichterassistent
- Mark Strong (* 1963), britischer Schauspieler
- Mark Teltscher (* 1980), britischer Pokerspieler
- Mark Tobey (1890–1976), US-amerikanischer Maler
- Mark Tushnet (* 1945), US-amerikanischer Jurist und Bürgerrechtler
- Mark Twain (1835–1910), US-amerikanischer Schriftsteller
- Mark Uth (* 1991), deutscher Fußballspieler
- Mark Wahlberg (* 1971), US-amerikanischer Schauspieler, Sänger und Filmproduzent
- Mark Washington (* 1947), US-amerikanischer American-Football-Spieler
- Mark Webber (* 1976), australischer Automobilrennfahrer
- Mark Zettl (* 1998), deutscher Fußballspieler
- Mark Zuckerberg (* 1984), US-amerikanischer Unternehmer, Gründer von Facebook